# Lázaro Bardón
Lázaro Bardón Gómez (Inicio, 1817-Collado Mediano, 1897) fue un helenista y sacerdote español.

## Biografía
Nació en la localidad leonesa de Inicio el 8 de junio de 1817. Helenista y sacerdote, Bardón fue catedrático de Griego la Universidad de Salamanca en 1849 y en la Universidad Central desde 1850, además de rector de esta última entre 1870 y 1871. En 1852 se doctoraría en Literatura con la disertación doctoral Acerca del carácter de Achiles. Fue autor de obras como Lectiones graecae o  Estirpes verbales de las lenguas latina  y griega u origen de todos sus verbos agrupados por familias y clasificados conforme a la derivación y composición de cada uno de ellos, entre otras.
Cercano al krausismo, mantuvo amistad con Salustiano de Olozaga y militó en el Partido Progresista. Fue admirado por Menéndez Pelayo y Unamuno y entre sus «rivales» se habrían encontrado Alfredo Adolfo Camús y Antonio María García Blanco. Falleció en la localidad madrileña de Collado Mediano el 9 de junio de 1897.